# Caza du Kesrouane
Caza du Kesrouane (arabiska: قضاء كسروان) är ett distrikt i Libanon.   Det ligger i guvernementet Libanonberget, i den centrala delen av landet, 30 kilometer nordost om huvudstaden Beirut.
Omgivningarna runt Caza du Kesrouane är i huvudsak ett öppet busklandskap. Runt Caza du Kesrouane är det mycket tätbefolkat, med 1 411 invånare per kvadratkilometer.